# Agustín Eyzaguirre
Agustín Eyzaguirre   (Santiago de Xile, 3 de maig de 1768 - Santiago de Xile, 19 de juliol de 1837) va ser un polític xilè, president interí de Xile entre el 9 de setembre de 1826 i el 25 de gener de 1827.

## Joventut
Va néixer a Santiago de Xile, fill del basc Domingo Eyzaguirre Escutasolo i de María Rosa de Aretxabala y Alday. Va estudiar dret i teologia a la Real Universidad de San Felipe, on es va graduar el 1789. Originàriament, volia fer de capellà, però després va canviar d'opinió i va decidir fer-se càrrec de la finca familiar de Calera de Tango. Es casà amb María Teresa de Larraín i Guzmán Peralta el 13 de setembre de 1808. Durant tota la resta de la seva vida es va dedicar al comerç i a la gestió de les seves terres.

## Carrera política
Durant els primers dies de la revolta de Xile contra la dominació espanyola el 1810 va ser membre de la corporació municipal de Santiago, i es va unir amb entusiasme a la causa revolucionària. Va començar la seva carrera política l'any 1812, quan va ser elegit diputat al primer congrés. Quan, l'any 1813, el general José Miguel Carrera va marxar per enfrontar-se a la invasió del brigadier Antonio Pareja, el senat va nomenar un govern provisional, i Eyzaguirre va ser elegit membre de la Junta de Govern establerta el març de 1813, juntament amb José Miguel Infante i José Ignacio Cienfuegos, i que va durar fins al 7 de març de 1814.
Va participar activament en la fundació de l'acadèmia nacional i de moltes escoles, i en la promulgació de la llibertat de premsa; i durant aquesta administració es va imprimir a Santiago el primer paper republicà. Després de la batalla de Rancagua, l'octubre de 1814, ell, juntament amb altres patriotes, va ser empresonat a l'illa de Juan Fernández, i tots els seus béns van ser confiscats. Va tornar després de la batalla de Chacabuco, (12 de febrer de 1817) que va restituir els exiliats a les seves famílies.
Durant la presidència de Bernardo O'Higgins, Eyzaguirre es va retirar a la vida privada i es va dedicar als seus interessos comercials. Durant aquest temps va organitzar la famosa Companyia de Calcuta, per al comerç directe entre Valparaíso i les Índies Orientals, i així va ser la primera que va fer flotar la bandera xilena als mars asiàtics.
El 28 de gener de 1823 tornà a ser membre, juntament amb José Miguel Infante y Rojas i Fernando Errázuriz Aldunate, de la Junta de Govern governant que va prendre el relleu del dimitit Director Suprem Bernardo O'Higgins, i va durar fins al 4 d'abril de 1823, quan Ramón Freire va assumir com a nou Director Suprem.
El 8 de juliol de 1826 Manuel Blanco Encalada va ser elegit President, mentre que va ser elegit Vicepresident. Van prendre possessió el 14 d'agost de 1826. Amb la dimissió del president Blanco Encalada, va assumir el càrrec de president l'11 de setembre de 1826.